# Vicenç Bacallar i Sanna
Vicenç Bacallar i Sanna (Càller, 6 de febrer de 1669 - La Haia, 11 de juny de 1728) va ser un noble, polític i escriptor sard.

## Biografia
Fill de Pau Bacallar i Santucho, qui seria governador de Sàsser i Logudor des de 1691 fins a 1697, i de Maria Sanna i Mura, descendent d'una família de primera noblesa.
Al llarg de la seva vida va ocupar diversos càrrecs polítics d'importància. Va iniciar la seva carrera política el 1698, era funcionari durant el regnat de Carles II de Castella a Sardenya, va rebre diversos encàrrecs a França, Gènova i Holanda.
En el context de la Guerra de Successió Espanyola, Bacallar es va posar del costat de Felip de Borbó, intentant aconseguir de nou Sardenya per a la monarquia. Pel seu suport, Felip V el va distingir amb els títols de vescomte de Fuente Hermosa i marquès de San Felipe el 1703. El 1713 col·labora activament amb Louis d'Albert, llegat a Madrid del príncep elector de Baviera Maximilià II Manuel, en un pla per conquerir militarment Sardenya amb l'objectiu de coronar rei de Sardenya el príncep elector bavarès (Projet sur la Sardaigne), pla que no s'arribarà a dur a terme donada la renúncia per part de Lluís XIV a donar suport al príncep elector bavarès en el seu intent de posseir Sardenya. Segons la investigadora alemanya, en el primer Tractat d'Utrecht (11 d'abril de 1713), Sardenya va passar al duc de Baviera Maximilià II Manuel. Va ser enviat com ambaixador i plenipotenciari als Països Baixos, on va morir l'11 de juny de 1726.
Va ser acadèmic de la Reial Acadèmia Espanyola. Va ser amant de la cultura, tenia una àmplia biblioteca, que probablement formava part del patrimoni familiar i que ell va augmentar sensiblement servint-li com a base d'erudició per a les seves obres. També era col·leccionista d'art, especialment de quadre i teixits.

## Obres
- Los Tobias: su vida, escrita en octavas (1707)
- Palacio de Momo (1717)
- La Monarquia Hebrea
- Comentarios de la guerra de España e historia de su rey Phelipe V el Animoso, desde el principio de su reynado hasta el año 1725